# Cruzeiro (1990–1993)
Le cruzeiro était la norme créée à la suite du Plan Collor. Le changement de nom de la monnaie brésilienne de l'époque visait à éviter un problème similaire à celui survenu lors du Plan Bresser, où des poursuites judiciaires avaient été intentées pour obtenir réparation, des pertes subies dans la monnaie alors en vigueur. Les nouveaux cruzados n'étaient pris en compte que pour la comptabilisation des dépôts liés à la confiscation opérée pendant le plan économique.
Il s'agissait de la monnaie légale du Brésil entre le 16 mars 1990 et le 31 juillet 1993, date d'introduction du Cruzeiro Real.

## Billets
Les premiers billets de cette norme étaient identiques à ceux du Cruzado Novo, qui portaient un timbre rectangulaire portant la nouvelle valeur standard, ainsi qu'un billet d'urgence de 5 000 cruzeiros (timbre B).
En 1990, des billets de cette nouvelle norme ont été émis en coupures de 100, 200, 500, 1 000 et le billet permanent de 5 000 cruzeiros.
En 1991, en raison d'une forte inflation, des billets de 10 000 et 50 000 cruzeiros ont été lancés. L'année suivante, lors de l'Eco-92, le billet de 100 000 cruzeiros a été émis, suivi de billets de 50 et 100 cruzeiros.
En 1993, le billet de 500 000 cruzeiros a été émis, dernier billet de cette valeur. En août de la même année, trois zéros furent supprimés suite au passage au Cruzeiro Real. Au second semestre de la même année, juste avant l'émission du Cruzeiro Real, le Conseil monétaire national prévoyait d'émettre des billets de 1 000 000 et 5 000 000 cruzeiros; cependant, ces billets ne furent jamais mis en circulation; leurs motifs furent repris respectivement sur les billets de 1000 et 5000 cruzeiros reais.

## Pièces

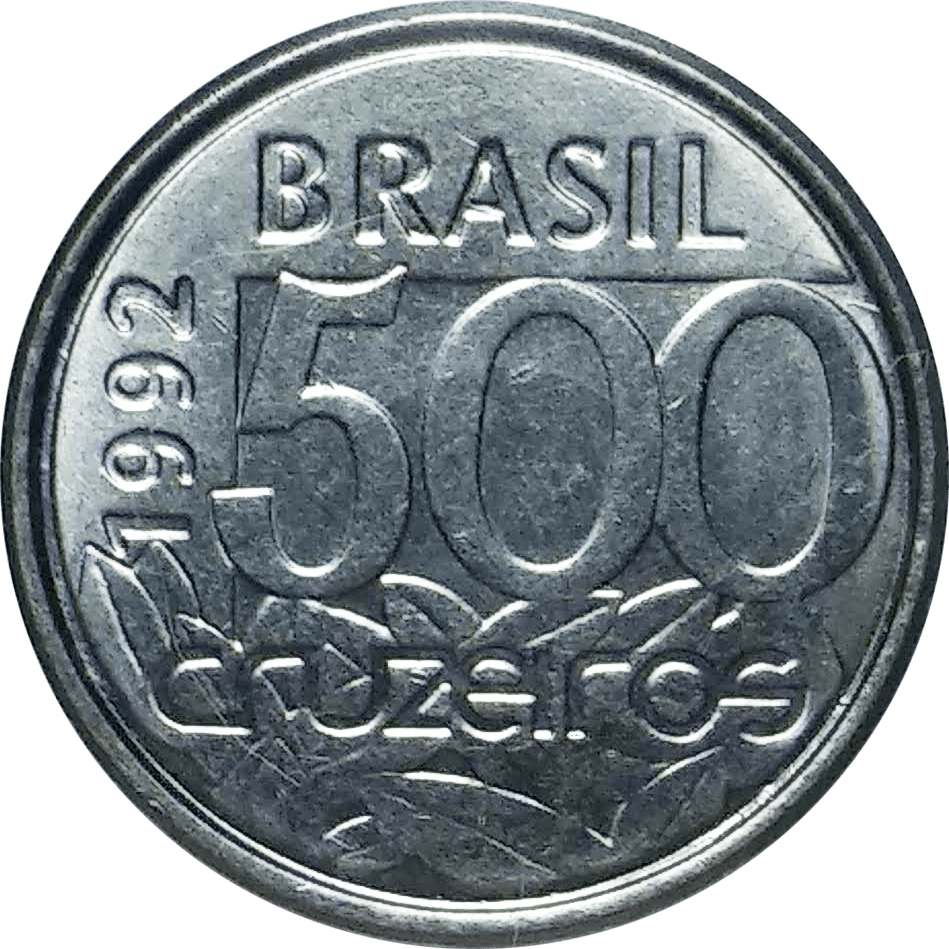
Piece de 500 cruzeiros

Les premières pièces de ce standard furent conçues sur le modèle des centimes du nouveau Cruzado, émis en coupures de 1, 5, 10 et 50 cruzeiros pour remplacer les anciens billets du Cruzado, encore en circulation. Les centavos du nouveau Cruzado conservèrent leur cours légal, même si leur circulation fut limitée en 1990.
En 1992, des pièces commémoratives en argent furent émises, avec des valeurs nominales de « 500 cruzeiros » (500 ans de la découverte de l'Amérique) et de « 2000 cruzeiros » (Eco 92), qui sont encore vendues aujourd'hui par la Banque centrale aux collectionneurs. Par ailleurs, une nouvelle famille de pièces fut émise, avec des coupures de 100, 500 et 1 000 cruzeiros, ornées d'images d'animaux menacés à l'avers. La pièce de 5 000 cruzeiros commémorait le bicentenaire de la mort de Tiradentes et était destinée à la circulation générale.
Cette nouvelle famille de pièces a inspiré les pièces de la future pièce Cruzeiro Real.